# 499
Het jaar 499 is het 99e jaar in de 5e eeuw volgens de christelijke jaartelling.

## Gebeurtenissen

### Scandinavië
- De Vikingen of Noormannen vestigen zich op de Deense eilanden en op de zuidkust van Zweden. De naam "Noormannen" staat voor Denen, Noren en Zweden. (waarschijnlijke datum)

### Europa
- Koning Clovis I sluit een verdrag met de Bourgondische deelkoning Godigisel die zich verzet tegen zijn broer Gundobad met steun van de Franken.

### Italië
- 1 maart - Paus Symmachus benoemt in Rome tijdens een synode zijn rivaal Laurentius (tegenpaus) tot bisschop van Nocera Inferiore in Campania.

## Religie
- Symmachus introduceert het Gloria in de liturgie. Het gebruik wordt toegevoegd door bisschoppen op zondag en de feestdagen van martelaren.

## Geboren
- Ingund, koningin van de Franken (waarschijnlijke datum)

## Overleden
- Xiao Wendi, Chinese keizer van de Noordelijke Wei-Dynastie